# AD 세우타 FC
AD 세우타 FC(스페인어: Agrupación Deportiva Ceuta Fútbol Club)는 스페인 세우타를 연고로 하는 축구단이다. 1956년에 아틀레티코 테투안과 SD 세우타가 합병하여 창단되었으며, 세군다 디비시온에 참가하고 있다.

## 선수 명단

### 현역
참고: FIFA 자격 규정에 따라 소속된 국가대표팀 국기를 표시합니다. 선수는 복수의 FIFA 비회원국 국적을 가지고 있을 수 있습니다.
| 번호 | 포지션 | 국적   | 이름          |
| ---- | ------ | ------ | ------------- |
| 3    | MF     | 모로코 | 유네스 라차브 |
| 5    | MF     |        | 마틴 벨로티   |

| 번호 | 포지션 | 국적         | 이름             |
| ---- | ------ | ------------ | ---------------- |
| 22   | FW     | 코트디부아르 | 키알리 압둘 코네 |